# Карл Вайнрих
Карл Вайнрих (на немски: Karl Weinrich) е германски партиен функционер от НСДАП, гаулайтер.

## Биография
Карл Вайнрих е роден на 2 декември 1887 г. в семейството на производител на обувки. След като завършва основно училище, той влезе в минното училище в Хетщед и завършва стаж в рудните и въглищните мини. През 1906 г. постъпва на военна служба като офицер от военната администрация. Част от Първата световна война, където доставя храна на армията. През януари 1920 г. той е демобилизиран. От юли 1920 г. работи като служител в правителството на Пфалц, през същата година се присъединява към националистическата организация Германски народен съюз за отбрана и нападение.
През февруари 1922 г. става част от нацистката партия, през септември основава и оглавява оргсгрупата в Пфалц. На 9 май 1923 г. френският военен съд го осъжда на 4 месеца затвор за активна националистическа и антифренска агитация. След това се премества със семейството си в демилитаризираната Рейнска област. През февруари 1925 г. влиза в нацистката партия за втори път (член № 24 291), става ръководител на оргсгрупата в Касел и гаулайтер.
От 11 юли 1933 г. е пруски държавен съветник. На 12 ноември 1933 г. е избран за Райхстага от Хесен-Насау. От 1942 г. е патрон на научното дружество Братя Грим. На 16 ноември 1942 г. е назначен за комисар за отбраната на Кюршесен. След опустошителното бомбардиране на Касел в нощта от 22 октомври срещу 23 октомври 1943 г., Вайнрих е уволнен от поста си като гаулайтер.
През 1945 г. той е арестуван и прекарва 4 години в затвора. На 6 юли 1949 г. комисия за денацификация в Касел го признава за „главен виновник“ и осъжда на 10 години в трудов лагер. Вайнрих обжалва и присъдата е намалена до 7 години. През ноември 1950 г. е освободен, защото му е приспаднато времето в ареста. Умира на 22 юли 1973 г. в Оберстхаузен.